# Самба, Шери
Самба ва Мбимба Нзинго Нуни Маси Ндо Мбаси, более широко известен как Шери Самба (фр. Chéri Samba; род. 30 декабря 1956 года) ― конголезский художник. Ныне является одним из самых известных современных африканских художников, его работы представлены в коллекциях Центра Жоржа Помпиду в Париже и Нью-Йоркского музея современного искусства. Большое количество его картин также находится в Собрании современного африканского искусства Жана Пигоцци . В 2007 году Самба был приглашён для участия в Венецианской биеннале. Его картины почти всегда содержат тексты на французском и языке лингала, повествующие о жизни в Африке и современном мире в целом. Художник попеременно живёт и работает в Киншасе и Париже.

## Биография
Шери Самба родился в деревне Кинто М'Вуйла, Демократическая Республика Конго в 1956 году. Он был старшим сыном, а всего в семье было десять детей. Его отец был кузнецом, а мать занималась фермерским хозяйством. В 1972 году, в возрасте 16 лет, Самба покинул родную деревню, чтобы работать художником-оформителем в столице страны Киншаса. Там он вскоре познакомился с такими живописцами, как Моке и Бодо. Художники образовали творческое объединение, к которое позже вошёл и младший брат Самбы, Шейк Леди. Вместе они основали одну из наиболее ярких школ популярной живописи в стране.
В 1975 году Самба открыл собственную художественную студию. Он также стал иллюстратором в развлекательном журнале Bilenge Info. Работая над афишами и комиксами, он использовал стили обоих жанров, когда начал рисовать картины на мешковине. Он позаимствовал использование «пузырей слов» в комиксах, что позволяло ему добавлять не только нарратив, но и комментарии к своим рисункам: так и появился его фирменный стиль сочетания живописи с текстом. Его работы принесли ему известность на местном уровне. В 1979 году Самба принял участие в выставке Moderne Kunst aus Afrika, организованной в Западном Берлине. Выставка была частью программы первого фестиваля Horizonte - Festival der Weltkulturen.
Шери Самба является центральной фигурой в документальном фильме 1982 года «Kin Kiesse», где он рассуждает о жизни в Киншасе. По словам режиссёра  Мвезе Нгангуры, Самба сыграл важную роль в создании фильма, убедив официальные круги Франции, телеканал France 2 и конголезское телевидение в том, что Нгангура может снять достойный фильм о Киншасе.
Прорывом в творческой биографии Самбы стала выставка Les Magiciens de la Terre в Центре Жоржа Помпиду в Париже, проведённая в 1989 году, благодаря которой он стал известен уже на международном уровне.
В 2007 году куратор искусства Роберт Сторр пригласил Самбу принять участие в 52-й Международной художественной выставке на Венецианской биеннале под названием «Думай чувством ― чувствуй разумом». «Искусство в настоящем времени».